# Hickman (Kalifornija)
Hickman je naseljeno područje za statističke svrhe u američkoj saveznoj državi Kalifornija. Prema popisu stanovništva iz 2010. u njemu je živjelo 641 stanovnika.